# Intel High Definition Audio

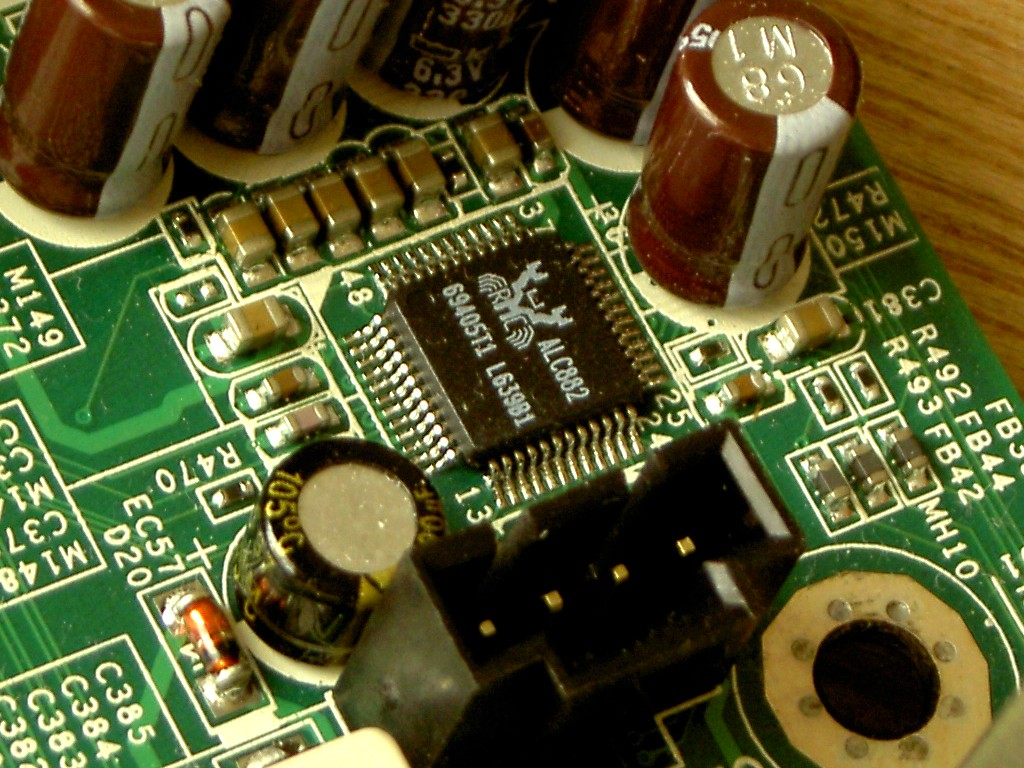
Codec HD Audio Realtek ALC882

Intel High Definition Audio (em português: Áudio de Alta Definição Intel, também chamado HD Audio ou pelo codinome de desenvolvimento Azalia) é uma especificação para o subsistema de áudio de computadores pessoais (PC). Foi publicada pela empresa Intel Corporation em 2004 como sucessor para a especificação Audio Codec 97, também publicada pela Intel. Antes do seu desenvolvimento, ela foi conhecida pelo nome de código "Azalia".

## Recursos
Os recursos da especificação incluem:
- Até 15 streams de entrada e 15 streams de saída
- Até 16 canais de áudio PCM por stream
- Resolução de amostra de 8-32 bits
- Taxa de amostragem de 6-192 kHz
- Suporte para codecs de áudio (por exemplo ADC,DAC), codecs de modem, e codecs definidos por fabricantes
- Arquitetura de codec detectável
- Controle de potência preciso do codec
- Detecção automática de conexão e reprogramação de portas

Entretanto, desde 2008, a maioria dos fabricantes de hardware de áudio não implementaram a especificação completa, especialmente a resolução de amostra de 32-bits.

## Suporte ao Sistema Operacional
Microsoft Windows XP SP3 e superiores incluem um driver chamado Arquitetura de Áudio Universal (Universal Audio Architecture, UAA) que suporta dispositivos de áudio fabricados na especificação HD Audio. Existem drivers UAA para o Windows 2000 e Windows XP SP2 também. OS X tem suporte completo com o driver AppleHDA. Linux também suporta controladores HD Audio, assim como os sistemas operacionais OpenSolaris, FreeBSD, NetBSD e OpenBSD.

## Controladora de host
Como em AC'97, HD Audio é uma especificação que define a arquitetura, formato do frame do link, e interfaces de programação usadas pelo controlador no barramento PCI e pelo codec no outro lado do link. Implementações do controlador de host estão disponíveis da Intel, Nvidia, and AMD. Os codecs que podem ser usados com esses controladores estão disponíveis em muitas empresas, incluindo Realtek, Conexant (que comprou a divisão SoundMAX, da Analog Devices), Integrated Device Technology (IDT) (adquirida da SigmaTel), VIA, Wolfson Microelectronics, e, anteriormente, a C-Media.